# Mönchstraße 59 (Stralsund)
Das Gebäude Mönchstraße 59 in Stralsund ist ein denkmalgeschütztes Bauwerk in der Mönchstraße.

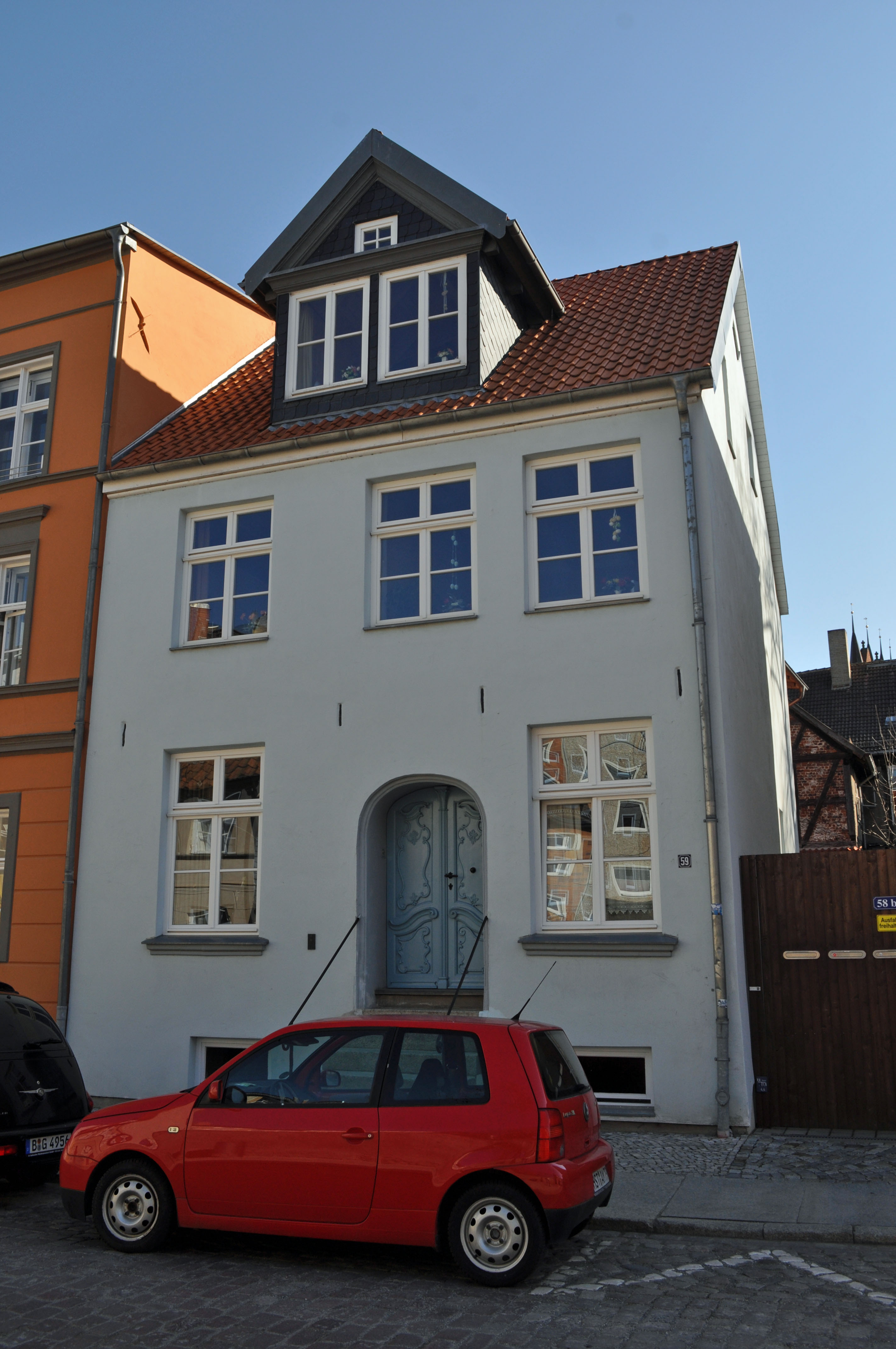
Haus Mönchstraße 59 in Stralsund (2012)

Das zweigeschossige, dreiachsige Traufenhaus wurde in der zweiten Hälfte des 18. Jahrhunderts errichtet. Das über eine Treppe zu erreichende Korbbogenportal weist eine geschnitzte Tür im Stil des Rokoko auf. Ein übergiebeltes Zwerchhaus ragt aus dem Dach heraus.
Das Haus im Kerngebiet des von der UNESCO als Weltkulturerbe anerkannten Stadtgebietes des Kulturgutes „Historische Altstädte Stralsund und Wismar“ ist in die Liste der Baudenkmale in Stralsund eingetragen.